# Diplodontias singularis
Diplodontias singularis är en sjöstjärneart som först beskrevs av Müller och Franz Hermann Troschel 1843.  Diplodontias singularis ingår i släktet Diplodontias och familjen Odontasteridae.

## Underarter
Arten delas in i följande underarter:
- D. s. singularis
- D. s. granulosus